# Бен-Хорин, Элияху
Элияху Бен-Хорин (Зелиг Биднер) (ивр. אליהו בן-חורין‎; 5 июля 1902, Балта, Подольская губерния — 1966, Израиль ) — израильский журналист, общественный деятель.

## Биография
Родился в семье Алтера (Залмана-Дова) Биднера и Сары Халиф. Получил традиционное еврейское религиозное образование. Во время учёбы в Новороссийском университете в Одессе, был председателем сионистского студенческого союза (1919-1920).
С 1921 в Палестине. Вступил в Хистадрут. Один из основателей коллективного поселения Ха-Шарон. В 1928 покинул Хистадрут и вступил в партию сионистов-ревизионистов. Переехав в Иерусалим работал до 1930 в редакционном совете газеты «Доар ха-йом» (в 1933 главный редактор). В 1935 главный редактор газеты «Ха-Ярден».
В 1931 вышел из Хаганы и вступил в ЭЦЕЛ, принимал участие в сборе средств и покупке оружия для организации. Был личным представителем Зеэва Жаботинского в административно-хозяйственном совете.
В 1931 делегат от партии ревизионистов на 17-м конгрессе сионистов (1931), в 1933-1934 член исполнительного комитета сионистской организации.
В 1944–50 работал в партнёрстве с бывшим президентом США Гувером, разрабатывал «план Гувера», заключавшийся в переселении арабов Палестины.

### Произведения
- «Красная армия» (1942)
- «Средний Восток: перекрестки истории» (1943)